# Ethyl-levulát
Ethyl-levulát je organická sloučenina, ethylester kyseliny levulové. Lze jej získat esterifikací kyseliny levulové ethanolem nebo reakcí ethanolu s furfurylalkoholem. Díky těmto dvěma metodám výroby je ethyl-levulát možné použít jako biopalivo, jelikož se oba prekurzory dají získat z biomasy: kyselina levulová ze zpolymerovaných šestiuhlíkatých sacharidů, jako je celulóza, a furfural, z nějž readukcí vzniká furfurylalkohol, ze zpolymerovaných pětiuhlíkatých sacharidů, například z xylanu a arabinanu.